# Канахин, Кирилл Николаевич
Кирилл Николаевич Канахин (род. 9 апреля 1981, Москва) — российский актёр театра и кино. Наибольшую известность, помимо кинематографической деятельности, приобрёл в связи с участием в боевых действиях на стороне Украины во время российского вторжения в составе «Русского добровольческого корпуса».

## Биография

### Ранние годы
Родился 9 апреля 1982 года в Москве. Был поздним ребёнком в семье. Дед по материнской линии погиб в Великой Отечественной войне. В школьные годы Канахин не испытывал интереса к учебному процессу, благодаря чему имел проблемы с успеваемостью и несколько раз был на грани отчисления из школы. Будучи экстравертом, имел множество друзей и подруг и пользовался популярностью в школе и в округе. После окончания школы решил стать актёром и поступил в Высшее театральное училище имени М. С. Щепкина, мастерскую Юрия Соломина. В 2003 году успешно окончил театральное училище и устроился на работу в «Театр Луны», где проработал до 2017 года. Однако театральная карьера Канахина сложилась неудачно. На протяжении всего периода работы в театре Канахин играл эпизодические роли в спектаклях или роли второго плана. Наиболее заметные роли сыграл в спектаклях «Король умирает», «Путешествие дилетантов» и «Таис Сияющая», где его партнёром был Андрей Соколов.

### Карьера в кино
Ещё будучи студентом театрального училища, Канахин начал сниматься в третьем сезоне сериала «Простые истины», сыграв роль ученика-мажора Феди Бакланова. По воспоминаниям Канахина, он попал в сериал благодаря заведующей кафедрой сценической речи Щепкинского училища, которой он попался на глаза в тот момент, когда кастинг-директор сериала явилась в училище с целью поиска кандидатов на роль Бакланова среди студентов крупного телосложения. С 2004 по 2006 год он сыграл эпизодические роли в сериалах «Наваждение», «9 месяцев» и «Аэропорт 2». В 2006 году Кирилл получил значительную роль второго плана в фильме «Никто не знает про секс». Фильм имел успех у зрителя, а персонаж Канахина — Кеша был признан одним из самых запоминающихся, благодаря чему вскоре были начаты съёмки сиквела под названием «Никто не знает про секс 2: No sex». В сиквеле Канахин получил главную роль, а его партнёршей по фильму стала Ксения Собчак, однако фильм не получил признания у широкой публики. В этот период он снова сыграл роль мажора по прозвищу «Сынок» в 4-м сезоне молодёжного сериала Клуб. Сериал являлся одним из самых успешных проектов MTV Россия. Примечательно, что это был третий совместный проект Канахина с актрисой Анастасией Задорожной после «Простых истин» и «Никто не знает секс», где герой Канахина был влюблен в героиню Задорожной и пытался добиться от неё взаимности. Однако после этого карьера Канахина пошла на спад. Коллеги по актёрскому ремеслу отмечали что особым талантом Канахин не обладал, упорством не отличался и имел проблемы с дисциплиной на репетициях. В последующие годы Канахин исполнил эпизодические роли в таких сериалах, как «Я не я», «Рыжая», «Адвокат-7», «Аманда О». В 2010 году Кирилл исполнил роль бандита в пяти сериях телесериала «Глухарь-3». По сюжету серий, герой Канахина принимал участие в похищении сестры главного героя следователя Сергея Глухарёва в исполнении Максима Аверина и в итоге погибал от его пули. Это был последний крупный проект в карьере Канахина. В последующие два года исполнил эпизодические роли ещё в пяти малоизвестных сериалах и фильмах, после чего в 2012 году завершил кинокарьеру. Последнюю свою крупную роль, полицая, сыграл в сериале «Чужие крылья».

### 2012—2023
После ухода из кинематографа Канахин пытался зарабатывать на жизнь работой инструктором по йоге и другим восточными практикам, которыми он увлёкся в конце 2000-х годов. Ряд друзей и коллег утверждали, что именно увлечение йогой способствовало спаду его кинокарьеры, так как Канахин в тот период посещал Индию, изменил внешность, покрыл большую часть своего тела татуировками и сильно исхудал, вследствие чего ему перестали предлагать роли. Сам же Канахин согласно их свидетельствам, находил причины своих творческих неудач в высоком уровне коррупции в среде артистов, а также в бесправии артистов, которых подвергают профессиональной дискриминации из-за несогласия с политикой Российского государства. Будучи также несогласным с политикой государства, Канахин в конечном итоге выработал свою жизненную философию и у него сформировалась сложная система взглядов и нравственных ценностей, после чего он стал сторонником расистских, экстремистских и ультраправых взглядов и увлёкся язычеством. Будучи противником Аннексии Крыма Российской Федерацией, Канахин принимал участия в акциях протестов, проходивших в Москве. В марте 2015 года во время марша памяти Бориса Немцова Канахин был арестован и получил 8 суток ареста. После этого он уволился из театра Луны и перебрался в Санкт-Петербург, где работал частным инструктором по йоге, однако на этом поприще он не достиг успехов, после чего вернулся в Москву, где также пытался зарабатывать на жизнь работой инструктора по йоге и вёл блоги в социальных сетях. Мать — Валентина Павловна Канахина впоследствии утверждала, что Кирилл из-за материальных трудностей влез в долги и скрывался от судебных приставов. В этот период психическое состояние Канахина резко ухудшилось. Друзья и коллеги утверждали, что Кирилл после возвращения в Москву полностью прекратил с ними всякие отношения, стал замкнут и избегал общественных мероприятий и встреч. В 2018 году, после того как против него было возбуждено уголовное дело по обвинению в участии в незаконных акциях протеста, Канахин сбежал из России и переехал на Украину, где по версии следствия вступил в полк «Азов». Истинный род деятельности Канахина в это период времени неизвестен. Мать актёра впоследствии заявила, что Кирилл после переезда на Украину практически полностью прекратил с ней отношения и даже не приехал на похороны отчима, звонил всего лишь несколько раз в год с целью поздравления с праздниками и рассказывал ей о том, что проживает в Одессе вместе с девушкой и работает инструктором по йоге. В последний раз Канахин был замечен на территории России в середине 2021 года.

### Дело о госизмене
В марте 2023 года Канахин был опознан среди бойцов «Русского добровольческого корпуса» (РДК), которые 2 марта 2023 года совершили рейд в село Любечане Брянской области.
Канахин был опознан на видеозаписях, сделанных бойцами РДК в селе Любечане, после чего 21 марта был объявлен в федеральный, а после в международный розыск. Принадлежность актёра к одному из подразделений ВСУ вызвала общественный резонанс в России. Мать актёра Валентина Канахина опознала Кирилла на фото среди членов «Русского добровольческого корпуса» с опознавательными знаками ВСУ на форме в селе Любечане и впоследствии отреклась от сына, назвав его предателем Родины.
22 мая 2023 года появилась видеозапись, сделанная предположительно на территории Белгородской области, где Канахин обсуждал с другими бойцами РДК последствия рейда разведывательно-диверсионной группы в Белгородскую область, после чего Басманный суд Москвы заочно арестовал Канахина по обвинению в теракте (ч. 3 ст. 205 УК РФ). В  отношении него также были возбуждены дела о государственной измене (ст. 275 УК РФ) и участии в террористическом сообществе (ч. 2 ст. 205.4 УК РФ). В ноябре 2023 года Канахин был заочно арестован Мещанским судом Москвы. Ему было предъявлено обвинение в «прохождении обучения в целях осуществления террористической деятельности» (ст. 205.3 УК РФ).
В январе 2024 года прокуратура Москвы завершила расследование, утвердила обвинительное заключение и направила уголовное дело в суд. Поскольку Канахин находился на Украине, его дело рассматривали в заочном порядке, и судья это сделал единолично. Судебный процесс проходил в закрытом режиме в течение одного дня, а представители СМИ присутствовали только на оглашении резолютивной части приговора. Против Канахина дал показания тайный свидетель, личность которого не была обнародована. Свидетель «внимательно следил за активностью Канахина в социальных сетях, где Канахин выкладывал фото и видеоматериалы».
По версии следствия Канахин на территории Украины вступил в запрещённую в РФ и признанную «террористической» организацию РДК не позднее августа 2022 года. С января по март 2023 года он участвовал в боевых действиях в Херсонской области, после чего принимал участие в рейдах на сёла в Брянской области в марте 2023 года, а в мае того же года — в Белгородской области. По версии следствия, в Брянской области Канахин «с применением взрывчатых веществ и взрывных устройств совершил террористический акт в отношении мирных жителей». Следствие квалифицировало действия Канахина по статье о «госизмене путём перехода на сторону противника».
В судебном заседании адвокат Канахина заявила, что совершение преступлений не было доказано, в связи с чем просила суд оправдать своего подзащитного.
26 февраля Второй западный окружной военный суд Москвы признал Канахина виновным по ст. 275 УК РФ («Государственная измена») и назначил ему наказание в виде пожизненного лишения свободы заочно. Кроме этого. Канахин был внесён Росфинмониторингом в реестр «организаций и физических лиц, причастных к экстремистской деятельности или терроризму».